# Salzbergen
Salzbergen es un municipio en Ems en el distrito Emsland en Baja Sajonia, al norte de Rheine.
El significado económico en Salzbergen se obtuvo en la segunda mitad del siglo XIX por el cruce de línea férrea y por la fundación de la refinería de petróleo en 1860. Hoy esta refinería es la más vieja y todavía activa del mundo y al mismo tiempo una de las más modernas.
Salzbergen es mientras tanto un gran lugar industrial con muchas empresas industriales. A más significando las secciones son empresas de viento, petróleo, construcción de máquinas y textil.

## Escudo
Salzbergen significa en español “Pilas de Sal” o "Montañas de Sal". 
El blasón de Salzbergen muestra tres gotas de aceite, tres montañas de sal y también el río Ems que corre por Salzbergen.
Las gotas de aceite simbolizan la refinería de petróleo y las montañas de sal recuerdan la presencia de sal.

## Situación geográfica
Salzbergen el lugar más del sur está situado en el distrito Emsland, aproximadamente a 10 kilómetros de Rheine y a 25 kilómetros de la frontera Holandesa.
En Salzbergen se encuentran los barrios de Steide, Holsten, Bexten y Hummeldorf.

## Historia de Salzbergen
El nombre Salzbergen (viejo: Saltesberch, Saltesberg) proviene de la presencia de sal que era desmontada aquí antes. En 1172 había una masía en Salzbergen. Los hermanos Wiebold y Theodorich hacían una donación que era sellada por el obispo Ludwig de Münster.
En 1177 el obispo Hermann II confirmaba formalmente la donación de Sigvin noble y su señora Bartradis en la iglesia a Münster. En el documento se dice: "En Salzbergen Rabodo tiene un heredero al feudo". 

## Cultura y curiosidad turística

### Museo de cuerpo de bomberos
El museo posee muchos objetos expuestos de todo el mundo, por ejemplo, vehículos, jeringuillas de presión manuales, cascos, uniformes, órdenes, extintores, documentos e imágenes antiguas. Entre otras cosas, hay una bomba de vapor del año 1901.

## Edificios

### Iglesia San Cyriakus
La iglesia católica neogótica fue construida en los años de 1897-1903. Antes había una vieja iglesia que fue destruida para la construcción de una nueva. 
En 2002 la iglesia recuperaba su cabeza de campanario vieja que era reducida durante la 2 guerra mundial a causa de la cercanía al cuartel de aviador Bentlage (Rheine).

### Propiedad de los caballeros de Stovern
Esta propiedad de los caballeros de Stovern y se encuentra en el bosque de Stovern desde 1230. En esta propiedad de los caballeros hay una capilla, en la cual ya estaba el papa Benedikt XIV. El edificio está autorizado de dos días el mes a la visita.

## Adicional atracciones
- En la estación se encuentra una locomotora de vapor vieja de 1978. Fue la última locomotora de vapor activa en Alemania. Fue construida en 1942 junto al Krupp en Essen y funcionó hasta 1977 en la trayecto de Rheine a Emden.
- En el barrio Holsten existen campos de la edad de bronce.
- La región de bosque de Stovern contiene una gran diversidad botánica.

## Tráfico
Salzbergen se encuentra en la intersección de las líneas de ferrocarril Hannover – Osnabrück – Ámsterdam y Emden – Münster.
En su cercanía se encuentran las autopistas A30 y A31.